# اوزلار
شهر اوزلار (به آلمانی: Uslar) در ایالت نیدرزاکسن در کشور آلمان واقع شده‌است.